# خیابان بیهق
خیابان بیهق مهم‌ترین و قدیمی‌ترین خیابان شهر سبزوار است که در بافت تاریخی شهر قرار گرفته. خیابان بیهق از میدان شهید بهشتی (فلکهٔ سی هزار متری) آغاز می‌شود و به میدان کارگر (فلکهٔ زند) ختم می‌شود. طول آن دو کیلومتر است و به دو بخش شرقی و غربی تقسیم می‌شود. نام خیابان به نام قدیمی منطقه (ولایت بیهق) اشاره دارد.
ده‌ها اثر ملی در این خیابان یا با فاصلهٔ نزدیک از آن واقع شده‌اند. مسجد جامع سبزوار، مسجد پامنار، بازار تاریخی سبزوار، آرامگاه حاج ملاهادی سبزواری، رباط سبزوار، خانه خانم کیان، حسینیه قنادها، بقعهٔ امامزاده یحیی، خانه جعفرزاده، حمام قیصریه، بازار حاج‌زمان، خانه اسلامی، آرامگاه بقراط، کاروانسرای فرامرزی، آب‌انبار حاج کریم، سرای دودر، مدرسه شریعتمدار، آرامگاه میرزا امین التجار مشهدی، و ... برخی از آثار ملی ثبت‌شده در محدودهٔ این خیابان هستند. همچنین کتاب‌فروشی امینی که سال ۱۳۲۶ تأسیس شده در این خیابان قرار دارد.
از سال ۱۳۹۱ طرح جداره‌سازی، بدنه‌سازی، و کف‌سازی این خیابان آغاز شده است. در نهایت قرار است خیابان به پیاده‌راه تبدیل شود و از ورود خودرو به آن جلوگیری شود.
خیابان بیهق موضوع تحقیق یک رسالهٔ دکتری معماری بوده است.